# Javier Quiñones (futbolista)
Javier Quiñones (Tumaco, Nariño, Colombia; 21 de diciembre de 1996) es un futbolista colombiano. Se desempeña como defensa y su equipo actual es el Santos de la Liga de Ascenso de Honduras.

## Trayectoria
Inició su carrera en las divisiones menores de Deportes Tolima, mas no alcanzó a debutar de manera profesional. Posteriormente viajó a Honduras y logró probarse con el Vida, equipo de la primera división. Finalmente, el 28 de agosto de 2018 se oficializó su fichaje por un año con dicho club, sin embargo, no vio mucha actividad y fue cedido al Santos de la segunda división seis meses después.

## Clubes
| Club   | País     | Año             |
| ------ | -------- | --------------- |
| Vida   | Honduras | 2018            |
| Santos | Honduras | 2019 - Presente |